# Camilla Gottlieb
Camilla Gottlieb (født 21. januar 1974) er en dansk skuespiller.
Gottlieb er uddannet fra Lee Strasberg Theatre & Film Institute i New York City.

## Filmografi
- Headhunter (2009)
- Hævnen (2010)
- Syndflod (2010)